# Палата Деванха
Палата Деванха је зграда у центру Београда. Никола Узуновић је 1929. године подигао велелепно здање коме је дао име по шкотском броду који му је спасао живот у Првом светском рату (9.4.1916. године).

## Локација
Палата "Деванха" је зграда у центру Београда. Адреса зграде је Краља Милана 21, тачно прекопута палате Београд, популарне "Београђанке". На том месту се раније налазила кафана под називом Код патролџије где су често долазили београдски ноћни стражари који су чували град.

## Опис зграде
На прочељу велике зграде, осим имена палата Деванха, стоји и барољеф проброда Деванха. 
Улаз у здање прави је времеплов. Огромно огледало потиче из предратног периода, баш као и поштански сандучићи. У старом лифту остала је оригинална резбарија. Некада су у холу висила три огромна лустера. Били су од кристала и велике вредности . Стајали су ту до 1988. године, а онда су, једног јутра, просто - нестали. Остала је кука да виси са плафона. Исто се десило и са плафоњерама од брушеног кристала. Станови су са високим плафонима, популарни салонци. Данас зграда има озбиљне проблеме. У подруму "Деванхе" се налазе старе пумпе за извлачење воде, које потичу још из предратног времена. На тлу се налазе и шине којима су минијатурни вагонети превозили угаљ у подруме.

## Историјат
Насред хладног Средоземља, у јеку Првог светског рата, Никола Узуновић, један од српских војника чију лађу је торпедовао непријатељски брод, је био у великој животној опасности. Никола је плутао са осталима слутећи крај. Одједном, видео је брод са потугалском заставом који је носио име "Деванха". Док је лађа прилазила унесрећенима, зарекао се да ће, уколико преживи, усред Београда подићи палату и наденути јој име по том броду.
Узуновић је био финансијер градње зграде коју је пројектовао чувени београдски архитекта Ђорђе Ђорђевић. 
Немци током Другог светског рата користили палату за своје потребе, а натпис који води ка склоништу још је из тог доба. После рата, овде своје место заузима Централно веће Синдиката Југославије.
Након Другог светског рата палата је одузета а потом поклоњена Америчкој амбасади.

## Познати станари
До краја Другог светског рата у овој згради су живели припадници српске елите којима је Узуновић издавао стан. Неки од њих су
- Ђуро Салај, политичар